# X Aurigae
X Aurigae är en förmörkelsevariabel av Mira Ceti-typ  i stjärnbilden Kusken. Stjärnan varierar mellan magnitud +8 och 13,6 med en period av 163,79 dygn.